# American Soldier
American Soldier är det amerikanska progressiv metal-bandet Queensrÿches elfte studioalbum som släpptes den 31 mars 2009 av skivbolaget Rhino Records. Skivan är ett konceptalbum där musiken innehåller inklippta intervjuer med amerikanska soldater som berättar om sina erfarenheter i krig. Skivan fick ett bra mottagande vid sin utgivning och många fans ansåg skivan vara den bästa sedan Promised Land (1994).

## Låtförteckning
1. "Sliver" (Jason Slater, Geoff Tate) – 3:09
2. "Unafraid" (Slater, Tate) – 4:48
3. "Hundred Mile Stare" (Slater, Tate) – 4:31
4. "At 30,000 Ft." (Slater, Tate) – 5:11
5. "Dead Man's Words" (Slater, Tate) – 6:36
6. "The Killer" (Slater, Tate) – 5:26
7. "Middle of Hell" (Kelly Gray, Damon Johnson, Scott Rockenfield, Tate) – 5:28
8. "If I Were King" (Slater, Tate) – 5:17
9. "Man Down!" (Gray, Tate) – 4:58
10. "Remember Me" (Slater, Tate) – 4:58
11. "Home Again" (Gray, Johnson, Rockenfield, Tate) – 4:41
12. "The Voice" (Slater, Tate) – 5:29

## Medverkande
Queensrÿche-medlemmar
- Geoff Tate – sång, horn
- Michael Wilton – sologitarr, rytmgitarr, akustisk gitarr
- Eddie Jackson – basgitarr
- Scott Rockenfield – trummor

Bidragande musiker
- Emily Tate – sång (spår 11)
- Jason Ames – sång (spår 1 & 8)
- A.J. Fratto – sång (spår 1)
- Vincent Solano – sång (spår 5)
- Kelly Gray – gitarr
- Damon Johnson – gitarr
- Randy Gane – keyboard

Produktion
- Jason Slater – producent
- Kelly Gray – producent, ljudtekniker, ljudmix
- Susan Tate, Kenny Nemes – exekutiv producent
- Hugh Syme – omslagsdesign, omslagskonst